# Rio Marrecas (Santana)
Der Rio Marrecas ist zusammen mit seinem Quellfluss Rio Araçá ein etwa 130 km langer linker Nebenfluss des Rio Santana im Südwesten des brasilianischen Bundesstaats Paraná.

## Etymologie und Geschichte
Marreco oder in der weiblichen Form Marreca ist die in Brasilien übliche Bezeichnung für Enten.
Araçá ist eine in Brasilien häufig vorkommende Psidium-Art, zu der auch Guaven zählen.

## Geografie

### Lage
Das Einzugsgebiet des Rio Marrecas befindet sich auf dem Terceiro Planalto Paranaense (Dritte oder Guarapuava-Hochebene von Paraná).

### Verlauf
Sein Quellgebiet liegt im Munizip Flor da Serra do Sul auf 766 m Meereshöhe zwischen der Serra do Capanema und der Serra da Fartura etwa 1 km von der Grenze zwischen den Staaten Paraná und Santa Catarina. Der Ursprung liegt etwa 10 km östlich des Hauptorts in der Nähe der BR-280.
Der Fluss verläuft in nordöstlicher Richtung. Etwa 12 km nach seinem Ursprung fließt der Rio Araçá mit dem Rio Verde zusammen und bildet ab hier den Rio Marrecas. Er verläuft entlang der Munizipgrenze zu Marmeleiro und anschließend der südöstlichen Grenze von Francisco Beltrão. Er durchfließt das Stadtzentrum, folgt nordwestlich davon der Grenze zu Itapejara d’Oeste und markiert schließlich bis zu seiner Mündung dessen Grenze zu Verê. Er mündet auf 474 m Höhe von links in den Rio Santana, einen linken Nebenfluss des Rio Chopim. Er ist zusammen mit seinem Quellfluss Rio Araçá etwa 130 km lang.

### Munizipien im Einzugsgebiet
Am Rio Marrecas liegen die fünf Munizipien
- Flor da Serra do Sul
- Marmeleiro
- Francisco Beltrão.
- Itapejara d’Oeste
- Verê.